# Katerina Maleeva
Katerina Maleeva (Sofia, República Popular de Bulgària, 7 de maig de 1969) és una ex-tennista professional búlgara que va competir en les tres categories: individual, dobles femenins i dobles mixts. Germana mitjana de les tennistes Manuela i Magdalena, que també van esdevenir Top 10 del rànquing individual femení de tennis.
Malgrat aconseguir més títols en categoria individual, el seu resultat més destacat fou ser finalista en el US Open 1994 en categoria de dobles.

## Torneigs del Grand Slam

### Dobles: 1 (0−1)
| Resultat  | Núm. | Any  | Campionat | Parella     | Oponents a la final                  | Marcador |
| --------- | ---- | ---- | --------- | ----------- | ------------------------------------ | -------- |
| Finalista | 1.   | 1994 | US Open   | Robin White | Jana Novotná Arantxa Sánchez Vicario | 3−6, 3−6 |

## Biografia
Segona filla de Georgi Maleev i Yuliya Berberyan, que era d'origen armeni i es va refugiar a Bulgària fugint de les massacres hamidianes (1896) dins l'Imperi Otomà. Fou la millor tennista búlgara en la dècada del 1960 i en retirar-se es va dedicar a l'entrenament tennístic. Fou l'entrenadora de les seves tres filles: Magdalena, Katerina i Manuela, les quals van esdevenir Top 10 del rànquing WTA en diferents moments.
L'any 1994 es va casar amb la seva parella de molts anys, Georgi Stoimenov, i van tenir dos fills. Actualment resideixen a Sofia, on exerceix com a entrenadora de tennis, com havia fet la seva mare.

## Palmarès: 13 (11−2)

### Individual: 20 (11−9)
| Llegenda                     |
| ---------------------------- |
| Grand Slam (0−0)             |
| WTA Tour Championships (0−0) |
| Tier I (0−2)                 |
| Tier II (0−1)                |
| Tier III (2−2)               |
| Tier IV (1−2)                |
| Tier V (4−1)                 |
| Virginia Slims (4−1)         |

| Títols per superfície |
| --------------------- |
| Dura (5−5)            |
| Gespa (0−0)           |
| Terra batuda (4−4)    |
| Moqueta (2−0)         |

| Resultat   | Núm. | Data                   | Torneig                       | Superfície   | Oponent                 | Marcador         |
| ---------- | ---- | ---------------------- | ----------------------------- | ------------ | ----------------------- | ---------------- |
| Guanyadora | 1.   | 1 d'abril de 1985      | Seabrook Island, Estats Units | Terra batuda | Virginia Ruzici         | 6−3, 6−3         |
| Finalista  | 1.   | 22 d'abril de 1985     | Orlando, Estats Units         | Terra batuda | Martina Navratilova     | 1−6, 0−6         |
| Guanyadora | 2.   | 4 de novembre de 1985  | Hilversum, Països Baixos      | Moqueta (i)  | Carina Karlsson         | 6−3, 6−2         |
| Guanyadora | 3.   | 13 d'abril de 1987     | Tòquio, Japó                  | Dura         | Barbara Gerken          | 6−2, 6−3         |
| Guanyadora | 4.   | 5 d'octubre de 1987    | Atenes, Grècia                | Terra batuda | Julie Halard            | 6−0, 6−1         |
| Finalista  | 2.   | 29 de febrer de 1988   | San Antonio, Estats Units     | Dura         | Steffi Graf             | 4−6, 1−6         |
| Finalista  | 3.   | 25 de juliol de 1988   | Hamburg, Alemanya Occidental  | Terra batuda | Steffi Graf             | 4−6, 2−6         |
| Guanyadora | 5.   | 24 d'octubre de 1988   | Indianapolis, Estats Units    | Dura (i)     | Zina Garrison           | 6−3, 2−6, 6−2    |
| Guanyadora | 6.   | 24 de juliol de 1989   | Bastad, Suècia                | Terra batuda | Sabine Hack             | 6−1, 6−3         |
| Finalista  | 4.   | 31 de juliol de 1989   | Sofia, Bulgària               | Terra batuda | Isabel Cueto            | 2−6, 6−7(3)      |
| Guanyadora | 7.   | 16 d'octubre de 1989   | Baiona, França                | Dura (i)     | Conchita Martínez       | 6−2, 6−2         |
| Guanyadora | 8.   | 30 d'octubre de 1989   | Indianapolis (2)              | Dura (i)     | Raffaella Reggi         | 6−4, 6−4         |
| Guanyadora | 9.   | 26 de març de 1990     | Houston, Estats Units         | Terra batuda | Arantxa Sánchez Vicario | 6−1, 1−6, 6−4    |
| Finalista  | 5.   | 16 d'abril de 1990     | Tampa, Estats Units           | Terra batuda | Monica Seles            | 1−6, 0−6         |
| Finalista  | 6.   | 30 de juliol de 1990   | Mont-real, Canadà             | Dura         | Steffi Graf             | 1−6, 7−6(8), 3−6 |
| Finalista  | 7.   | 5 d'agost de 1991      | Toronto (2)                   | Dura         | Jennifer Capriati       | 2−6, 3−6         |
| Finalista  | 8.   | 19 d'agost de 1991     | Washington DC, Estats Units   | Dura         | Arantxa Sánchez Vicario | 2−6, 5−7         |
| Guanyadora | 10.  | 11 de novembre de 1991 | Indianapolis (3)              | Dura (i)     | Audra Keller            | 7−6(1), 6−2      |
| Finalista  | 9.   | 1 de novembre de 1993  | Quebec, Canadà                | Dura (i)     | Nathalie Tauziat        | 4−6, 1−6         |
| Guanyadora | 11.  | 31 d'octubre de 1994   | Quebec                        | Moqueta (i)  | Brenda Schultz          | 6−3, 6−3         |

### Dobles: 10 (2−8)
| Llegenda                     |
| ---------------------------- |
| Grand Slam (0−1)             |
| WTA Tour Championships (0−0) |
| Tier I (0−1)                 |
| Tier II (1−0)                |
| Tier III (0−1)               |
| Tier IV (0−0)                |
| Tier V (0−3)                 |
| Virginia Slims (1−2)         |

| Títols per superfície |
| --------------------- |
| Dura (0−3)            |
| Gespa (0−0)           |
| Terra batuda (1−3)    |
| Moqueta (1−2)         |

| Resultat   | Núm. | Data                   | Torneig                    | Superfície   | Parella          | Oponents                         | Marcador         |
| ---------- | ---- | ---------------------- | -------------------------- | ------------ | ---------------- | -------------------------------- | ---------------- |
| Guanyadora | 1.   | 22 de juliol de 1985   | Indianapolis, Estats Units | Terra batuda | Manuela Maleeva  | Penny Barg Paula Smith           | 3−6, 6−3, 6−4    |
| Finalista  | 1.   | 8 de setembre de 1986  | Tòquio, Japó               | Moqueta (i)  | Manuela Maleeva  | Bettina Bunge Steffi Graf        | 1−6, 7−6(7), 2−6 |
| Finalista  | 2.   | 14 de setembre de 1986 | Tòquio (2)                 | Moqueta (i)  | Manuela Maleeva  | Anne White Robin White           | 1−6, 2−6         |
| Finalista  | 3.   | 11 de juliol de 1988   | Brussel·les, Bèlgica       | Terra batuda | Raffaella Reggi  | Mercedes Paz Tine Scheuer-Larsen | 6−7(3), 1−6      |
| Finalista  | 4.   | 8 d'agost de 1988      | Sofia, Bulgària            | Dura (i)     | Sabrina Goleš    | Conchita Martínez Barbara Paulus | 6−1, 1−6, 4−6    |
| Finalista  | 5.   | 24 de juliol de 1989   | Bastad, Suècia             | Terra batuda | Sabrina Goleš    | Mercedes Paz Tine Scheuer-Larsen | 2−6, 5−7         |
| Guanyadora | 2.   | 3 de febrer de 1992    | Essen, Alemanya            | Moqueta (i)  | Barbara Rittner  | Sabine Appelmans Claudia Porwik  | 7−5, 6−3         |
| Finalista  | 6.   | 4 de maig de 1992      | Roma, Itàlia               | Terra batuda | Barbara Rittner  | Monica Seles Helena Suková       | 1−6, 2−6         |
| Finalista  | 7.   | 1 de novembre de 1993  | Quebec, Canadà             | Dura (i)     | Nathalie Tauziat | Katrina Adams Manon Bollegraf    | 4−6, 1−6         |
| Finalista  | 8.   | 29 d'agost de 1994     | US Open, Estats Units      | Dura         | Robin White      | Jana Novotná A. Sánchez Vicario  | 3−6, 3−6         |

## Trajectòria en Grand Slams

### Individual
| Open d'Austràlia | A  | 3R | NC | A  | A  | A  | QF | QF | 4R | 4R | 1R | 1R  | Q   | A | 0 / 7  | 16 − 7  |
| Roland Garros | A  | 3R | 4R | 4R | 1R | 4R | QF | 3R | 2R | 4R | 2R | 1R  | Q   | A | 0 / 11 | 22 − 11 |
| Wimbledon | A  | 1R | 3R | 1R | 4R | A  | QF | 4R | QF | 1R | 1R | 1R  | A   | A | 0 / 10 | 16 − 10 |
| US Open | A  | 1R | 3R | 3R | QF | 2R | 4R | 3R | 3R | QF | 3R | A   | A   | A | 0 / 10 | 21 − 10 |
| Rànquing a final d'any | 93 | 28 | 29 | 13 | 11 | 15 | 6  | 11 | 16 | 22 | 36 | 302 | 231 | − |        |         |
| Llegenda: G: Guanyadora; F: Finalista; SF: Semifinalista; QF: Quarts de final; Q: Qualificació; A: Absent; RR: Round Robin |    |    |    |    |    |    |    |    |    |    |    |     |     |   |        |         |